# کرانه

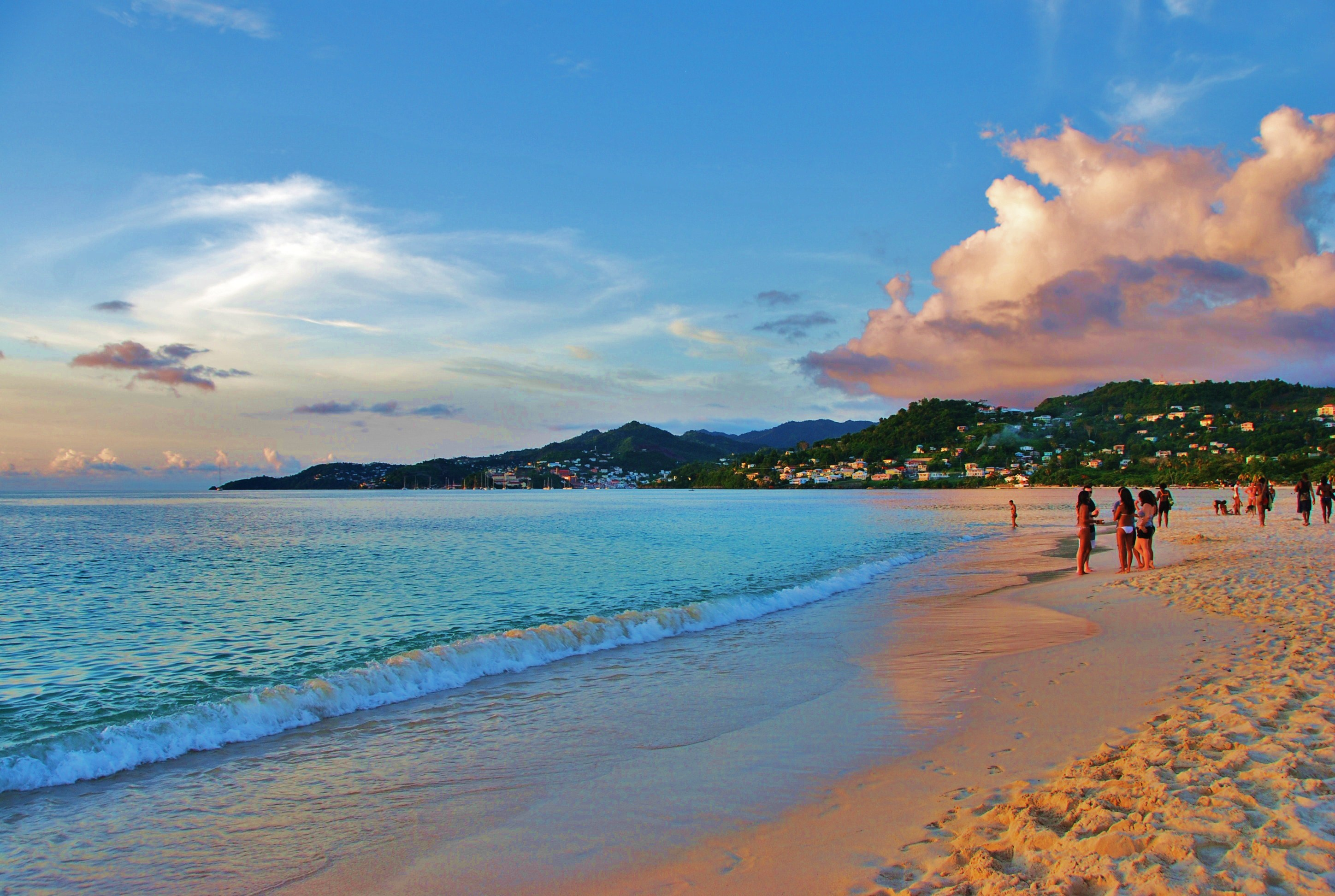
کرانه گراند انس بیچ در هند غربی

کرانه (به انگلیسی: Shore)، کرانه دریا (به انگلیسی: Seashore)، به باریکه‌ای از خشکی در حاشیه یک پهنه آبی بزرگ مانند اقیانوس، دریا یا دریاچه گفته می‌شود. در اقیانوس‌نگاری فیزیکی کرانه به پهنه‌ای عریض‌تر گفته می‌شود که از نظر زمین‌شناختی بر اثر عمل پهنه آبی در گذشته و حال تغییر کرده‌است؛ در حالی که ساحل ماسه‌ای (Beach) حاشیه و لبه کرانه است که نشان‌دهنده پهنه جزر و مدی در صورت وجود است. برخلاف کناره (Coast)، کرانه می‌تواند مرز هر نوع پهنه آبی را مشخص سازد در حالی که کناره، نشان‌دهنده مرز اقیانوس است؛ بدین معنا که کناره نوعی کرانه است ولی با این وجود کناره اغلب به پهنه‌ای عریض‌تر از کرانه اشاره دارد که اغلب تا کیلومترها به داخل خشکی کشیده شده‌است.
کرانه‌ها تحت تأثیر توپوگرافی چشم‌اندازهای پیرامون خود و نیز عوامل فرسایشی آب مانند امواج سطح اقیانوس هستند. ترکیب زمین‌شناختی سنگ‌ها و خاک‌ها، تعیین‌کننده نوع کرانه پدیدآمده هستند.